# Omar Gomez Rey

Matrix in Nürnberg, 2004

Omar Gomez Rey (* 30. März 1957 in Bucaramanga; † 10. November 2022 in Fürth) war ein kolumbianischer Maler.
Er arbeitete autodidaktisch in Cartagena de Indias. Mit einigen Kollegen gründete er ein freies Kunstatelier, in dem er fortan  seine künstlerische Arbeit jenseits der starren Regeln des Lehrinstituts weiterentwickelte. Darauf folgten seine ersten Ausstellungen in Kolumbien.
1982 übersiedelte er nach Deutschland und lebte seitdem als freischaffender Künstler in Nürnberg.
Ab 1994 war Omar Gomez Rey Mitglied der Confederation Internationale des Associations d’artistes Brüssel. Omar Gomez Rey war Mitgründer der Künstlergruppe „punkt sieben“ in Nürnberg. Er nahm an zahlreichen Ausstellungen im In- und Ausland teil und betrieb ein eigenes Atelier in Nürnberg.